# بنای یادبود کارل مارکس (روستوف-نا-دونو)
بنای یادبود کارل مارکس (روسی: Памятник Карлу Марксу) بنای یادبودی است که در میدان کارل مارکس در شهر روستوف-نا-دونو، استان روستوف، روسیه واقع شده است. این بنا در سال ۱۹۵۹ در محل بنای یادبود قدیمی کارل مارکس که در طول جنگ جهانی دوم تخریب شده بود، نصب شد. این بنا رسماً به عنوان میراث فرهنگی روسیه اعلام شده است.

## تاریخچه
بنای یادبود کارل مارکس در ۲۸ ژوئن ۱۹۲۵ در میدان مرکزی نخجوان-نا-دونو (که اکنون بخشی از منطقه پرولتارسکی روستوف-نا-دونو است) افتتاح شد. این بنای یادبود بر روی پایه بنای یادبود کاترین دوم نصب شد که پیش از آن توسط بلشویک‌ها تخریب شده بود. میدان اطراف این بنای یادبود نیز بعداً به نام کارل مارکس نامگذاری شد. این تغییر نمادین، بازتابی از دگرگونی‌های ایدئولوژیک دوران پس از انقلاب روسیه و تأکید بر ارزش‌های سوسیالیستی در فضای شهری بود.
مجسمه قدیمی توسط انجمن فنی دویگاتِل ریخته‌گری شده بود. سازنده این بنای یادبود، مجسمه‌ساز ولادیمیر بیبایف بود. دست راست مارکس روی کنار کتش قرار گرفته بود، در حالی که دست چپش روی توده‌ای از کتاب‌ها قرار داشت. روی پایه، یک پلاک یادبود با این کتیبه وجود داشت: «این بنای یادبود توسط کارگران منطقه نخجوان طبق قطعنامه دومین کنفرانس گسترده کارگری که در ۲۳ نوامبر ۱۹۲۴ صادر شد، ساخته شده است .»
در طول جنگ بزرگ میهنی، این بنای یادبود توسط نیروهای ورماخت که شهر را تصرف کرده بودند، تخریب شد: مجسمه از یک تانک مورد اصابت گلوله قرار گرفت. پس از جنگ، نسخه کوچکتری از این بنای یادبود در میدان نصب شد. پلاک یادبود بنای یادبود قدیمی حفظ و به موزه روستوف منتقل شد. بخش باقی مانده از پایه به میدانی در نزدیکی سینمای روستوف (که روبروی دانشگاه ایالتی روستوف واقع شده است) منتقل شد و مجسمه میخائیل لومونوسوف بر روی آن نصب شد.
بنای یادبود موجود در سال ۱۹۵۹ در میدان کارل مارکس ساخته شد. سازندگان این بنای یادبود، مجسمه‌ساز مویسی آلتشولر و معمار میکائیل مینکوس بودند. مجسمه برنزی مارکس بر روی یک پایه گرانیتی بلند نصب و در لنینگراد ریخته‌گری شد.
بنای یادبود کارل مارکس پیش از این به عنوان یک میراث فرهنگی با اهمیت فدرال اعلام شده بود، اما در سال ۱۹۹۷ وضعیت آن به اهمیت محلی کاهش یافت.
در اواخر دهه ۱۹۹۰، نمایندگان دیاسپورای ارمنی محلی مایل بودند که بنای یادبود کاترین دوم را در همان مکان بازسازی کنند، اما این ابتکار عمل حمایت کافی را به دست نیاورد. موضوع انتقال بنای یادبود کارل مارکس و بازسازی بنای یادبود کاترین دوم دوباره در سال ۲۰۰۵، زمانی که بنای یادبود سرگئی کیروف به روستوف-نا-دونو منتقل شد، به‌طور فعال مورد بحث قرار گرفت. طبق نظرسنجی‌ها، اکثر ساکنان منطقه پرولتارسکی مخالف انتقال بنای یادبود مارکس بودند. طبق برآوردهای اولیه، کار انتقال بنای یادبود ۱ میلیون روبل هزینه خواهد داشت. طبق یکی از پروژه‌ها، بنای یادبود مارکس می‌تواند به گوشه خیابان شولوخوف و خط بیستم منتقل شود. در سال ۲۰۱۴، جنبش عمومی کمونیستی " جوهر زمان " ۱۵۰۰ امضا جمع‌آوری کرد و آنها را به فرماندار استان روستوف ارائه داد و علیه انتقال بنای یادبود صحبت کرد.